# Геохімічна циклічна міграція
Геохімічна циклічна міграція — кругообіг речовин у природі, при якому середня кількість атомів хімічного елементу, що міститься в магматичній породі, дорівнює середній кількості цього елементу в осадових породах і морських відкладеннях.
Взаємодія між живою речовиною і інертною матерією Землі відбувається у формі масообміну хімічних елементів між живими організмами і довкіллям. Саме процеси масобміну елементів об'єктивно характеризують геохімічну діяльність організмів. Подібні закономірні процеси міграції хімічних елементів, здійснювані не під впливом геологічних чинників, а в результаті життєдіяльності організмів були названі  В. І. Вернадським біогеохімічними.
Глобальна система циклічної міграції хімічних елементів має високу здатність до саморегуляції, при цьому величезну роль в кругообігу хімічних елементів відіграє біосфера.
Циклічні або органогенні елементи мають найбільшу сумарну масу у біосфері. До цієї групи входять: H1, (Be4), B5, C6, N7, O8, F9, Na11, Mg12, Al13, Si14, P15, S16, Cl17, K19, Ca20, Ti22, V23, (Cr24), Mn25, Fe26, Co27, (Ni28), Cu29, Zn30, (Ge32), As33, Se34, Sr38, (Zr40), Mo42, Ag47, Cd48, (Sn50), (Sb51), (Te52), Ba56, (Hf72), (W74), (Re75), Hg80), (Tl81)(Pb82)(Bi83).
Для цих елементів характерні численні хімічні оборотні процеси. Геохімічна історія усіх цих елементів може бути виражена круговими процесами (циклами). Кожен елемент дає характерні для певної геосфери сполуки, що постійно поновлюються. Після більш або менш тривалих і більш менш складних змін елемент повертається до первинної сполуки і починає новий цикл, що завершується для елементу новим поверненням до первинного стану.
Цей характер земних хімічних реакцій був для  кисню помічений в другій половині XVIII ст.; великі учені того часу, що відкрили в 1773 р. земні гази (O2, CO2, H2O, NH3, H2S, SO2, SO3, H2, CH4, CO, CHOH, CSO, NO2) і їх властивості, передбачили ці характерні хімічні цикли. Імена цих учених Д. Прингль і Д. Прістлі. Потім в 1842 р. два французьких учених Ж. Б. Дюма і Ж. Буссенго дали яскраву картину цих циклів. У 1850-х роках К. Бішоф, пізніше Ю. Лібіх і К. Мор перенесли ці уявлення на решту речовини земної кори. З тієї пори наука зібрала величезну кількість емпіричних фактів, що підтверджують ці узагальнення. Факти ці, проте, не були погоджені і знаходяться в змозі стані повного хаосу.
Важливе значення для цих циклів живої речовини усе більш підтверджується. Це значення живої речовини спостерігається не лише для органогенних елементів, таких, як C, O, H, N, P, S, але і для металів, як, наприклад, для Fe, Cu, Zn, V, Mn і так далі, а також для усіх хімічних елементів цієї групи.
Елементи цієї групи утворюють цикли, що характеризуються хімічними сполуками, молекулами або кристалами. Ці цикли оборотні лише в головній частині атомів, частина ж елементів неминуче і постійно виходить з кругообігу. Цей вихід закономірний, тобто круговий процес не є цілком оборотним.
Серед форм такого виходу з циклу особливе значення має розсіяння елементу, його вихід у формі вільних атомів. Можливо, елемент цим шляхом виходить з циклу, іноді назавжди. Все ж ясно, що якщо навіть наші майбутні відкриття більш менш змінять наші сучасні уявлення, вони не поколивають основного емпіричного узагальнення — пануючого значення хімічних сполук і оборотних циклів в історії головної маси земної кори.
Циклічні елементи входять і відіграють видну роль у водному апараті земної кори, тобто входять у водні розчини (у іони), дають мінерали, що утворилися водним шляхом. Тільки цирконій і гафній, мабуть, в цьому відношенні стоять осібно. Ті ж Zr і Hf не входять в живу речовину; не знайдений в ній і германій, але германій, судячи з його водної історії, буде в ній знайдений.